# Las Cabezas de San Juan (stacja kolejowa)
Las Cabezas de San Juan (hiszp. Estación de Las Cabezas de San Juan) – stacja kolejowa w miejscowości Las Cabezas de San Juan, w prowincji Sewilla, we wspólnocie autonomicznej Andaluzja, w Hiszpanii.
Jest obsługiwana przez pociągi Media Distancia Renfe. Obsługuje również pociągi linii C-1 Cercanías Sevilla.

## Położenie stacji
Znajduje się na linii kolejowej Alcázar de San Juan – Kadyks w km 60, pomiędzy stacjami Utrera i Lebrija.

## Historia
Oryginalna stacja została otwarta w 1860 roku jak część linii Sewilla-Jerez de la Frontera przez Compañía de los Ferrocarriles de Sevilla a Jerez y de Puerto Real a Cádiz. W 1879 roku stała się częścią Compañía de los Ferrocarriles Andaluces. W 1936 roku w okresie Drugiej Republiki Hiszpańskiej, przeszła pod zarząd Compañía Nacional de los Ferrocarriles del Oeste. Stan ten trwał do 1941, kiedy nastąpiła nacjonalizacja kolei w Hiszpanii i powstało RENFE.
Od 10 listopada 2014 stacja znajduje się w nowym miejscu, na wschód w stronę miasta. Stacja powstała w ramach przebudowy starej linii Sewilla-Kadyks na nową linię AVE.

## Linie kolejowe
- Alcázar de San Juan – Kadyks

## Połączenia
| Linia MD | Pociągi | Z/Do            |  | Do/Z  |
| -------- | ------- | --------------- |  | ----- |
| 65       | MD      | Sevilla Córdoba |  | Cádiz |